# Иньчегитун
Иньчегитун — река на северо-западе Камчатского края в России.
Длина реки — 16 км. Протекает по территории Тигильского района Камчатского края. Впадает в Охотское море вблизи мыса Кинкильский.
Гидроним имеет корякское происхождение, однако его точное значение не установлено.

## Данные водного реестра
По данным государственного водного реестра России относится к Анадыро-Колымскому бассейновому округу.
Код объекта в государственном водном реестре — 19080000112120000037614.